# 劉隆 (永樂進士)
劉隆，字守庸，福建武平人，明朝政治人物、進士。

## 生平
其年幼聰明，讀書過目不忘。永樂二年，劉隆中進士三甲第五十四名，升任御史，后巡按浙江。當時太監黃金在地方肆虐，青田縣民眾聚首殺之。后明成祖聽聞，欲屠城，劉隆請奏殺首惡而寬恕眾人，后民間立石碑歌頌他。